# 프리다이빙

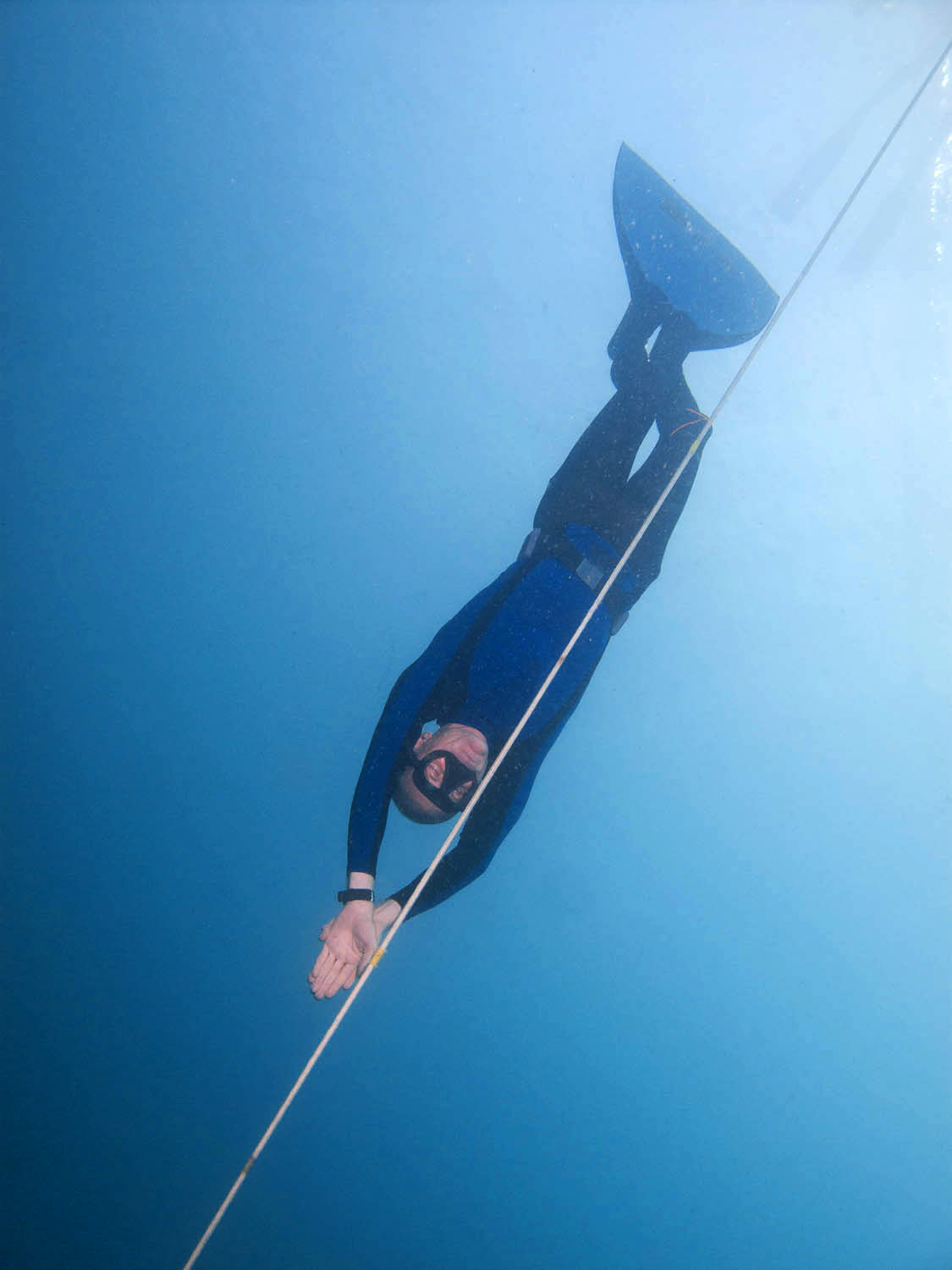

프리다이빙(freediving)은 수중에서 무호흡(apnea)으로 하는 모든 활동을 의미한다. 프리다이빙의 형태로는 수면무호흡(static apnea), 수평 잠영(dynamic apnea), 수직하강/자유하강(constant weight/ free immersion) 등의 형태가 있다. 한국에서는 최초로 2010년 AFIA에서 프리다이빙 교육을 시작하였으며, 현재는 AFIA, AIDA, CMAS, PADI, PFI, PSAI, RAID, SNSI, SSI 등의 여러 협회에서 프리다이빙 프로그램을 운영하고 있다.
프리다이빙을 이용하여 무호흡상태에서 최대수심에 도달하거나, 수평으로 최대 거리 잠영하기, 길게 숨 참기 등의 종목으로 경쟁하는 경기가 대중에 많이 알려져 있다.

## 역사
오랜 옛날부터 인간은 강과 바다에서 여러 가지 먹거리나 해면, 진주 등을 구하기 위해서 또는 물 속에 빠진 물건을 건져 내기 위해 잠수를 하였다. 고대 그리스에서는 목욕에 사용하기 위해 해면(sponge)을 지중해 바닷속에서 채취하기 위한 잠수가 상업적으로 시작되었고 이는 플라스틱으로 만든 인조스펀지가 발명되기 전인 20세기 초반까지 계속되었다. 잠수부는 힘을 들이지 않고 빨리 하강하기 위해 대리석으로 만든 돌판(scandalopetra)을 잡고 바닥에 내려가 해면 채취작업을 하였는데 솜씨가 좋은 다이버의 경우 최대 30미터 정도의 수심까지 내려갔고 작업 시간도 약 5분까지도 가능했던 것으로 알려져 있다. 지중해는 고대로부터 선박 무역이 활발하여 풍랑이나 전쟁으로 인한 난파선이 많이 발생하였다. 난파선으로부터 값나가는 물건을 인양하기 위해 잠수부들이 동원되었는데 인양작업에는 위험이 따르기 때문에 잠수부에게 획득한 물품 가격의 일정 비율을 지급하도록 명시한 법률이 만들어지기도 하였다. 로드 해사법(lex Rhodia)라고 하는 이 법에 의하면 난파선의 수심이 50피트(15미터) 이상이면 잠수부에게 인양한 가치의 3분의 1, 그리고 90 피트(30미터) 이상이면 절반을 주도록 되어 있다. 이처럼 지중해에서 해면, 붉은산호, 값나가는 어패류 채취, 난파선 작업 등의 상업적인 무호흡잠수가 오랫동안 이어져 와 오늘날의 프리다이빙으로 발전하게 되었다.
아시아에서는 한국의 해녀와 일본의 아마(Ama)들이 약 2000년 전부터 바다에서 해산물을 채취하기 시작한 것으로 역사에 기록되어 있다.

### 대한민국
한국에서는 2010년 최초로 AFIA 프리다이빙 협회가 설립되어 프리다이빙 교육과 최초로 프리다이빙 대회를 주최하였다. 2011년 6월 AFIA에서 전세계 최초로 PADI 프리다이빙 코스를 개발하여 세계 최초로 PADI 코스를 교육하였다. 2012년 대한프리다이빙협회(KAF)가 설립 되었고, 대한프리다이빙협회(KAF)가 2013년 AIDA에 가입되며 산하 조직으로 AIDA KOREA를 설립하였다. 2012년 AFIA 협회와 김효* 강사의 교육 지원으로 한국에서 SSI 프리다이빙 강사 교육이 처음 진행되었다. 이 후 CMAS KOREA에서 프리다이빙 프로그램을 개설하였다. 2019년 현재 해외의 많은 프리다이빙 교육 브랜드들이 한국에서 교육을 진행하고 있으며, 그 수는 계속 늘어 나고 있다.

## 프리다이빙 기록 인증
프리다이빙 단체가 프리다이빙의 기록을 공식적으로 인정하고 정기적으로 경기를 개최하고 있다. CMAS(세계수중연맹)는 1959년에 프랑스 파리에서 만들어진 세계 각국 수중연맹의 연합체로서 프랑스의 유명한 해양탐험가인 자끄 쿠스토 선장(1910-1997)이 초대 회장(1959-1973)을 맡았으며 1986년에 국제올림픽위원회(IOC, International Olympic Committee)로부터 공식 인정을 받은 비영리 단체이다. CMAS는 프리다이빙의 태동기라고 할 수 있는 1960년대에는 유일하게 프리다이빙 기록을 공인해 오다가 안전성과 경기규칙에 대한 문제점 때문에 1970년에 이를 중단하였으나 프리다이빙이 대중화되기 시작한 1990년대 후반 이후 다시 경기규칙을 제정하고 기록 공인을 시작하였으며 정기적으로 국제 경기를 개최하고 있다. AIDA는 1992년에 프랑스에서 조직된 단체로서 대회 주최, 기록 인증 등의 활동과 함께 정기적으로 국제 경기를 개최하고 있다.
국내에서는 2011년 AFIA에서 자체적으로 프리다이빙 대회 주최 및 운영 관리하고 있으며, 국내에서는 유일하게 공인 기록 관리 시스템을 자체 운영, 공개적으로 공식 기록을 관리하고 있다. 공인 기록은 웹사이트를 통해 확인할 수 있다.

## 프리다이빙 교육 기준
| 교육 기준 | Level                           | STA      | DYN  | CWT  | FIM  | CNF  | Rescue         | 기타 조건                                                  |
| --------- | ------------------------------- | -------- | ---- | ---- | ---- | ---- | -------------- | ---------------------------------------------------------- |
| AFIA      | Level 1 (Freediver Basic)       | 없음     | 없음 | 3m+  | 없음 | 없음 | 없음           | Snorkeling, Duckdive, Equalizing, Finning, Breathing Skill |
| AFIA      | Level 2 (Freediver)             | 1분 30초 | 25m  | 10m  | 10m  | 없음 | 5m             | Freediver Basic Skills                                     |
| AFIA      | Level 3 (Advanced Freediver)    | 2분 30초 | 50m  | 20m  | 20m  | 없음 | 10m+           | 없음                                                       |
| AFIA      | Level 4 (Deep Safety Freediver) | 없음     | 없음 | 30m  | 30m  | 없음 | Surface + 20m+ | Fast/Slow Diving, Deep Safety Diving                       |
| AFIA      | Level 5 (Master Freediver)      | 3분 30초 | 70m  | 35m  | 35m  | 10m+ | Deep + Surface | Professional Evaluation, Teaching Internship               |
| AIDA      | Level 1                         | 없음     | 없음 | 없음 | 없음 | 없음 | 없음           | 없음                                                       |
| AIDA      | Level 2                         | 2분      | 40m  | 12m  | 없음 | 없음 | 10m            | 없음                                                       |
| AIDA      | Level 3                         | 2분 45초 | 55m  | 24m  | 없음 | 없음 | 10m+           | Towing 50m                                                 |
| AIDA      | Level 4                         | 3분 30초 | 70m  | 32m  | 없음 | 없음 | 없음           | 없음                                                       |
| PADI      | Basic                           | 1분 30초 | 25m  | 없음 | 없음 | 없음 | 없음           | 없음                                                       |
| PADI      | Freediver                       | 1분 30초 | 25m  | 10m  | 없음 | 없음 | 없음           | 없음                                                       |
| PADI      | Advanced Freediver              | 2분 30초 | 50m  | 20m  | 없음 | 없음 | 10m            | 없음                                                       |
| PADI      | Master Freediver                | 3분 30초 | 70m  | 32m  | 없음 | 없음 | 15m            | 없음                                                       |
| SSI       | Pool Freediver                  | 없음     | 30m  | 없음 | 없음 | 없음 | 표면           | 없음                                                       |
| SSI       | Level 1                         | 없음     | 30m  | 10m  | 없음 | 없음 | 10m            | 없음                                                       |
| SSI       | Level 2                         | 2분 30초 | 50m  | 20m  | 없음 | 없음 | 15m            | 없음                                                       |
| SSI       | Level 3                         | 3분 30초 | 75m  | 30m  | 없음 | 없음 | 20m            | 없음                                                       |

## 종류
- 머메이드 다이빙
- 여가용 사냥 및 채집
  - 작살낚시(spearfishing)
  - 수중 채집
- 수중 무호흡 단체 스포츠
  - 아쿠아슬론(aquathlon)
  - 작살낚시(competitive spearfishing)
  - 수중 하키
  - 수중 풋볼
  - 수중 럭비
  - 수중 사격(underwater target shooting)